# راس الماء (سيدي بلعباس)
راس الماء بلدية جزائرية في ولاية سيدي بلعباس شمال غرب الجزائر.
تقع راس الماء جنوب ولاية سيد بلعباس يحدها من الشمال الحصيبة ومن الغرب تلمسان ومن الشرق تلاغ مناخها بارد وهي تتميز بكرم الضيافة، سكانها يمارسون تربية الأغنام، ولذلك فهي منطقة رعوية بالدرجة الأولى وتقع فيها الفرقة العسكرية المدرعة الثامنة، وتتكون من عدة عروش حميان وخلايفة واهل انقاد .